# Scatella fernandezensis
Scatella fernandezensis är en tvåvingeart som beskrevs av Wirth 1955. Scatella fernandezensis ingår i släktet Scatella och familjen vattenflugor. Inga underarter finns listade i Catalogue of Life.